# Museo archeologico civico De Galitiis-De Albentiis-Tascini
Il museo archeologico civico De Galitiis-De Albentiis-Tascini si trova ad Atri, in provincia di Teramo.

## Storia
Il museo archeologico è ospitato in edifici del settecento appartenenti al capitolo della concattedrale di Atri, restaurati tramite finanziamenti del Ministero dei beni e delle attività culturali e del turismo.

## Collezioni
Il museo è organizzato su tre sale.
La prima sala è dedicata a Vincenzo Rosati, direttore della Scuola di Arti e Mestieri dell'Orfanotrofio di Atri, che si condusse scavi nella zona di Atri, Penne, Arsita e nel tempio italico di Colle San Giorgio. Nella sala sono esposti oggetti ornamentali, contenitori ed elementi architettonici decorativi.
La seconda sala è dedicata alla preistoria abruzzese con riproduzioni di utensili, strumenti da caccia ed oggetti in ceramica utilizzati tra il paleolitico e l'età del ferro provenienti dagli scavi di Colle Maralto.
Nella terza sala si trovano due sepolture scavate all'inizio del '900 e corredi funerari femminili ed infantili risalenti al VI secolo a.C. provenienti dalle necropoli di Atri, Colle della Giustizia e Pretara.